# La vita oscena (film)
La vita oscena è un film del 2014, diretto da Renato De Maria. Il film ispirato all'omonimo romanzo autobiografico di Aldo Nove.

## Trama
Andrea il protagonista ha perso entrambi i genitori precocemente per malattia. Innamorato della madre si avvia verso un sentiero di autodistruzione da cui però riesce poi a uscire.

## Distribuzione
Presentato nella sezione Orizzonti durante la 71ª Mostra internazionale d'arte cinematografica di Venezia, il film ha avuto inizialmente problemi di distribuzione, tanto che Riccardo Scamarcio ha lanciato un appello alle case di distribuzione. Il film è infine è uscito nelle sale italiane il successivo 11 giugno 2015.